# غيردا كريستيان
غيردا كريستيان (بالألمانية: Gerda Christian )‏ (و. 1913 – 1997 م) هي أمينة سر ألمانية، ولدت في برلين، توفيت في دوسلدورف، عن عمر يناهز 84 عاماً، بسبب سرطان.